# Runddysse von Vangsgård
Der Runddysse von Vangsgård liegt zwischen Gærum und Kilden, westlich von Frederikshavn in Himmerland in Jütland in Dänemark. Er stammt aus der Jungsteinzeit etwa 3500–2800 v. Chr. und ist eine Megalithanlage der Trichterbecherkultur (TBK).
Die Nord-Süd-orientierte rechteckige Kammer des Runddysse besteht aus fünf Tragsteinen und ist von einem großen Deckstein bedeckt. Ein paar Tragsteine des Ganges sind erhalten. Der Zugang liegt im Süden. Die Kammer ist 3,8 m lang, während die Breite zwischen 1,3 und 1,4 m liegt. Der 1,8 m breite Deckstein, bedeckt die nördlichen 2,45 m der Kammer, deren Höhe 0,9 m beträgt. Das Steinmonument ist noch weitgehend in einem gut erhaltenen etwa 3,0 m hohen Rundhügel von etwa 20,0 m, Durchmesser eingebettet. Seine Randsteine können durch abgerutschtes Hügelmaterial verdeckt sein.
In der Nähe liegt der Blakshøj.